# Lowell Devils
Lowell Devils – amerykański klub hokejowy z siedzibą w Lowell, działający w latach 1998–2010, występujący w rozgrywkach American Hockey League.
Istniał łącznie w latach 1998-2010. Wpierw od 1998 do 2006 jako Lowell Lock Monsters (1998–2006), następnie od 2006 do 2010 jako Lowell Devils. Jego kontynuatorem jest od 2010 Albany Devils.
Drużyna podlegała zespołowi New Jersey Devils (NHL) oraz miała własną filię Trenton Titans (ECHL).

## Osiągnięcia
- Mistrzostwo dywizji: 1999, 2002
- Emile Francis Trophy: 2002